# Papua-Nova Guiné nos Jogos Olímpicos de Verão de 2020
A Papua-Nova Guiné competiu nos Jogos Olímpicos de Verão de 2020 em Tóquio. Originalmente programados para ocorrerem de 24 de julho a 9 de agosto de 2020, os Jogos foram adiados para 23 de julho a 8 de agosto de 2021, por causa da pandemia COVID-19. Foi a décima participação consecutiva da nação nas Olimpíadas.

## Competidores
Abaixo está a lista do número de competidores nos Jogos.
| Esporte        | Masculino | Feminino | Total |
| -------------- | --------- | -------- | ----- |
| Atletismo      | 0         | 1        | 1     |
| Boxe           | 1         | 0        | 1     |
| Halterofilismo | 1         | 1        | 2     |
| Natação        | 1         | 1        | 2     |
| Vela           | 1         | 1        | 2     |
| Total          | 4         | 4        | 8     |

## Atletismo
Papua-Nova Guiné recebeu uma vaga de Universalidade da World Athletics para enviar uma atleta feminina às Olimpíadas.
- Nota– As posições para os eventos de pista são em relação à bateria do atleta
- Q = Qualificado para a próxima fase
- q = Qualificado para a próxima fase como o perdedor mais rápido ou, em eventos de campo, pela posição sem atingir o alvo para qualificação
- NR = Recorde nacional
- N/A = Fase não aplicável para o evento
- Bye = Atleta não precisou disputar aquela fase

Eventos de campo
| Atleta         | Evento                      | Qualificação | Qualificação | Final       | Final       |
| Atleta         | Evento                      | Resultado    | Posição      | Resultado   | Posição     |
| -------------- | --------------------------- | ------------ | ------------ | ----------- | ----------- |
| Rellie Kaputin | Salto em distância feminino | 6,40         | 19ª          | Não avançou | Não avançou |

## Boxe
Papua-Nova Guiné recebeu um convite da Comissão Tripartite para enviar o boxeador peso leve John Ume às Olimpíadas.
| Atleta   | Evento | Fase de 32           | Oitavas              | Quartas              | Semifinais           | Final                | Final       |
| Atleta   | Evento | Adversário resultado | Adversário resultado | Adversário resultado | Adversário resultado | Adversário resultado | Pos.        |
| -------- | ------ | -------------------- | -------------------- | -------------------- | -------------------- | -------------------- | ----------- |
| John Ume | -63 kg | AUS Garside D 0–5    | Não avançou          | Não avançou          | Não avançou          | Não avançou          | Não avançou |

## Halterofilismo
Papua-Nova Guiné inscreveu dois halterofilistas (um por gênero) na competição olímpica. O atleta olímpico da Rio 2016 Morea Baru (61 kg masculino), junto com a veterana Dika Toua (49 kg feminino), que se tornou a primeira atleta do país a disputar cinco Olimpíadas, lideraram o ranking de halterofilistas da Oceania em suas respectivas categorias de peso baseado no Ranking continental absoluto da IWF.
| Atleta     | Evento           | Arranque  | Arranque | Arremesso | Arremesso | Total | Posição |
| Atleta     | Evento           | Resultado | Posição  | Resultado | Posição   | Total | Posição |
| ---------- | ---------------- | --------- | -------- | --------- | --------- | ----- | ------- |
| Morea Baru | −61 kg masculino | 118       | 12ª      | 147       | 10ª       | 265   | 10ª     |
| Dika Toua  | −49 kg feminino  | 72        | 13ª      | 95        | 8ª        | 167   | 10ª     |

## Natação
Papua-Nova Guiné recebeu um convite de Universalidade da FINA para enviar seus dois nadadores melhor ranqueados (um por gênero) em seus respectivos eventos individuais para as Olimpíadas, baseado no Sistema de Pontos da FINA de 28 de junho de 2021.
| Atleta         | Evento                | Eliminatória | Eliminatória | Semifinal   | Semifinal   | Final       | Final       |
| Atleta         | Evento                | Tempo        | Posição      | Tempo       | Posição     | Tempo       | Posição     |
| -------------- | --------------------- | ------------ | ------------ | ----------- | ----------- | ----------- | ----------- |
| Ryan Maskelyne | 200 m peito masculino | 2:15.33      | 32ª          | Não avançou | Não avançou | Não avançou | Não avançou |
| Judith Meauri  | 50 m livre feminino   | 27.56        | 53ª          | Não avançou | Não avançou | Não avançou | Não avançou |

## Vela
Velejadores de Papua-Nova Guiné qualificaram um barco em cada uma das seguintes classes através do Campeonato Mundial da respectiva classe e das regatas continentais, marcando o retorno da nação no esporte após 28 anos.
| Atleta        | Evento                | Regata | Regata | Regata | Regata | Regata | Regata | Regata | Regata | Regata | Regata | Regata | Pontos | Posição |
| Atleta        | Evento                | 1      | 2      | 3      | 4      | 5      | 6      | 7      | 8      | 9      | 10     | M*     | Pontos | Posição |
| ------------- | --------------------- | ------ | ------ | ------ | ------ | ------ | ------ | ------ | ------ | ------ | ------ | ------ | ------ | ------- |
| Te'ariki Numa | Laser masculino       | 35     | 35     | 35     | 35     | 35     | 34     | 32     | 34     | 34     | 32     | EL     | 306    | 35ª     |
| Rose-Lee Numa | Laser Radial feminino | 44     | 42     | 40     | 44     | 40     | 39     | 38     | 43     | 44     | 43     | EL     | 373    | 44ª     |

M = Regata da medalha; EL = Eliminado – não avançou à regata da medalha